# 스팸덱싱
스팸덱싱(Spamdexing, 검색 엔진 스팸, 검색 엔진에 독 타기, 악의적 검색 엔진 최적화, 검색 스팸, 웹 스팸)은 검색 엔진 색인을 의도적으로 조작하는 것이다. 여기에는 색인 시스템의 목적과 일치하지 않는 방식으로 색인된 문서의 관련성이나 중요성을 조작하기 위해 링크 빌딩을 수행하거나 관련 없는 문구를 반복하는 등의 다양한 방법이 포함된다.
스팸덱싱도 검색 엔진 최적화(SEO)의 일부로 간주할 수 있기는 하지만, 웹 사이트 콘텐츠의 품질과 모양을 개선하고 많은 사용자에게 유용한 콘텐츠를 제공하는 다른 최적화 방법이 많이 존재한다. 일반적인 스팸덱싱 기술은 크게 콘텐츠 스팸(단어 스팸)과 링크 스팸의 두 가지로 분류할 수 있다.

## 콘텐츠 스팸
콘텐츠 스팸 기술은 검색 엔진이 페이지를 논리적으로 분석한 결과를 조작한다.

### 키워드 채우기
키워드 채우기(keyword stuffing)는 검색 엔진 최적화(SEO) 기술로, 웹 페이지의 메타 태그나 표시되는 콘텐츠, 또는 백링크 앵커 텍스트에 키워드를 채워넣어 검색 엔진 순위를 높이려는 시도다. 
많은 주요 검색 엔진은 키워드 채우기를 인식하고 이 전술이 얻으려고 의도하는 부당한 검색 순위 상승을 제한하는 알고리즘을 구현했다. 또한 키워드 채우기를 시도하는 웹사이트에 불이익을 주어 검색 순위를 떨어뜨리거나, 아예 색인에서 제거하기도 한다. 또한 검색 순위 상승을 노리고 메타 태그에 단어를 반복하는 시도에 대응하여, 많은 검색 엔진에서는 관련성을 계산할 때 메타 태그를 더 이상 사용하지 않는다. 이처럼 오늘날 검색 엔진은 독창적이고 이해하기 쉬우며 도움이 되는 콘텐츠에 집중함으로써 검색 품질을 개선하고 키워드 채우기를 무용하게 만들지만, 여전히 많은 웹마스터가 키워드 채우기를 시도한다.
구글은 키워드 채우기을 사용하는 사이트를 탐지하고 불이익을 주기 위해 구글 플로리다 업데이트(2003년 11월), 구글 판다 업데이트(2011년 2월), 구글 허밍버드 업데이트(2013년 8월)를 실행했다. Bing도 이러한 목적을 위해 2014년 9월 검색 엔진을 업데이트했다.
비슷한 이유로 온라인 뉴스 사이트의 헤드라인은 점차 검색 친화적 키워드로만 가득 차고 있다. 기존의 기자와 편집자는 이런 관행을 못마땅하게 여기지만, 이를 통해 뉴스 기사의 검색 엔진 노출을 최적화할 수 있다.

## 같이 보기
- 검색 엔진 색인
- 웹 스크래핑
- 마이크로소프트 디펜더 바이러스 백신